# Pisaflores
Pisaflores è un comune del Messico, situato nello stato di Hidalgo, il cui capoluogo è la località omonima.